# L'Affaire Greene
Pour plus de détails, voir Fiche technique et Distribution.
L'Affaire Greene (The Greene Murder Case) est un film américain en noir et blanc réalisé par Frank Tuttle, sorti en 1929.
Il s’agit du deuxième des quinze films qui, de 1929 à 1947, adaptent au cinéma les romans de la série policière créée par S. S. Van Dine, avec le personnage du détective Philo Vance.

## Synopsis
Le détective amateur Philo Vance est appelé par le Procureur du district pour enquêter sur le meurtre du riche et excentrique Chester Greene. On soupçonne que le coupable puisse être un membre de la famille de Greene, un clan où règnent haine et ressentiment...

## Fiche technique
- Titre français : L'Affaire Greene
- Titre original : The Greene Murder Case
- Réalisation : Frank Tuttle
- Scénario : Louise Long, d'après le roman The Greene Murder Case de S.S. Van Dine (1928)
- Intertitres : Richard H. Digges Jr.
- Dialogues : Bartlett Cormack (en)
- Producteur : B. P. Schulberg
- Société de production et de distribution : Paramount Pictures
- Musique : Karl Hajos (non crédité)
- Photographie : Henry W. Gerrard (non crédité)
- Montage : Verna Willis (non crédité)
- Pays de production : États-Unis
- langue d'origine : Anglais
- Format : Noir et blanc - 35 mm - 1,20:1 - Son : Mono (Movietone) (Western Electric System)
- Genre : Film policier, Mystère
- Durée : 69 minutes
- Dates de sortie : 
  - États-Unis :  11 août 1929
  - France : 5 septembre 1930

## Distribution
- William Powell : Philo Vance
- Florence Eldridge : Sibella Greene
- Ullrich Haupt Sr. : Dr Arthur von Blon
- Jean Arthur : Ada Greene
- Eugene Pallette : Sergent Ernest Heath
- E.H. Calvert : Procureur de district John F. X. Markham
- Gertrude Norman : Mme Tobias Greene
- Lowell Drew : Chester Greene
- Morgan Farley : Rex Greene
- Brandon Hurst : Sproot
- Augusta Burmeister : Mme Gertrude Mannheim
- Marcia Harris : Hemming

## Source
- L'Affaire Greene sur EncycloCiné, avec l'affiche française du film